# غفار (اسم)
غفار هو اسم علم مذكر من أصل عربي، ومعناه هو الميسم يكون على الخد، والدرع، وقد سموا به ظنًا منهم أن الاسم من الغفران أو هو جمع غفارة وهو الزرد الذي يلبسه المحارب.

## وصلات خارجية
- موسوعة السلطان قابوس لأسماء العرب نسخة محفوظة 5 أبريل 2019 على موقع واي باك مشين.